# Larsen Jensen
Larsen Jensen (Bakersfield, 1 september 1985) is een Amerikaanse voormalige zwemmer die gespecialiseerd was in de 400, 800 en 1500 meter vrije slag. Hij nam namens de Verenigde Staten in 2004 en 2008 deel aan de Olympische Spelen.
Larsen is sinds 29 juni 2008 houder van het Amerikaanse record op de 400 meter vrije slag in groot bad. Bij de Olympische Zomerspelen 2008 verbeterde hij zijn eigen record tot 3.42,78.
Na de Olympische Zomerspelen van Peking hield hij de topsport voor bekeken met het oog op een carrière bij de United States Navy.

## Persoonlijke records

### Kortebaan
| Event            | Tijd     | Datum, plaats                                   |
| ---------------- | -------- | ----------------------------------------------- |
| 400m vrije slag  | 3.45,69  | 7 april 2006, Shanghai                          |
| 800m vrije slag  | 7.49,29  | 13 april 2008, Manchester splittijd in de 1500m |
| 1500m vrije slag | 14.44,21 | 13 april 2008 Manchester                        |

### Langebaan
| Event            | Tijd     | Datum, plaats            |
| ---------------- | -------- | ------------------------ |
| 200m vrije slag  | 1.47,08  | 30 juni 2008, Omaha      |
| 400m vrije slag  | 3.42,78  | 10 augustus 2008, Peking |
| 800m vrije slag  | 7.45,63  | 27 juli 2005, Montreal   |
| 1500m vrije slag | 14.45,29 | 21 augustus 2004, Athene |

## Belangrijkste resultaten
| Jaar | Olympische Spelen                      | WK langebaan                           | WK kortebaan                                                                   | PanPacs                            |
| ---- | -------------------------------------- | -------------------------------------- | ------------------------------------------------------------------------------ | ---------------------------------- |
| 2002 |                                        |                                        | geen deelname                                                                  | 800m vrije slag · 1500m vrije slag |
| 2003 |                                        | 800m vrije slag · 5de 1500m vrije slag |                                                                                |                                    |
| 2004 | 1500m vrije slag · 4de 400m vrije slag |                                        | geen deelname                                                                  |                                    |
| 2005 |                                        | 800m vrije slag · 1500m vrije slag     |                                                                                |                                    |
| 2006 |                                        |                                        | 7de 400m vrije slag · 4de 1500m vrije slag · 4x200m vrije slag estafette       | geen deelname                      |
| 2007 |                                        | 4de 1500m vrije slag                   |                                                                                |                                    |
| 2008 | 400m vrije slag · 5de 1500m vrije slag |                                        | 4de 1500m vrije slag 11de 400m vrije slag 4de 4x200 meter vrije slag estafette |                                    |